# De Havilland DH.89

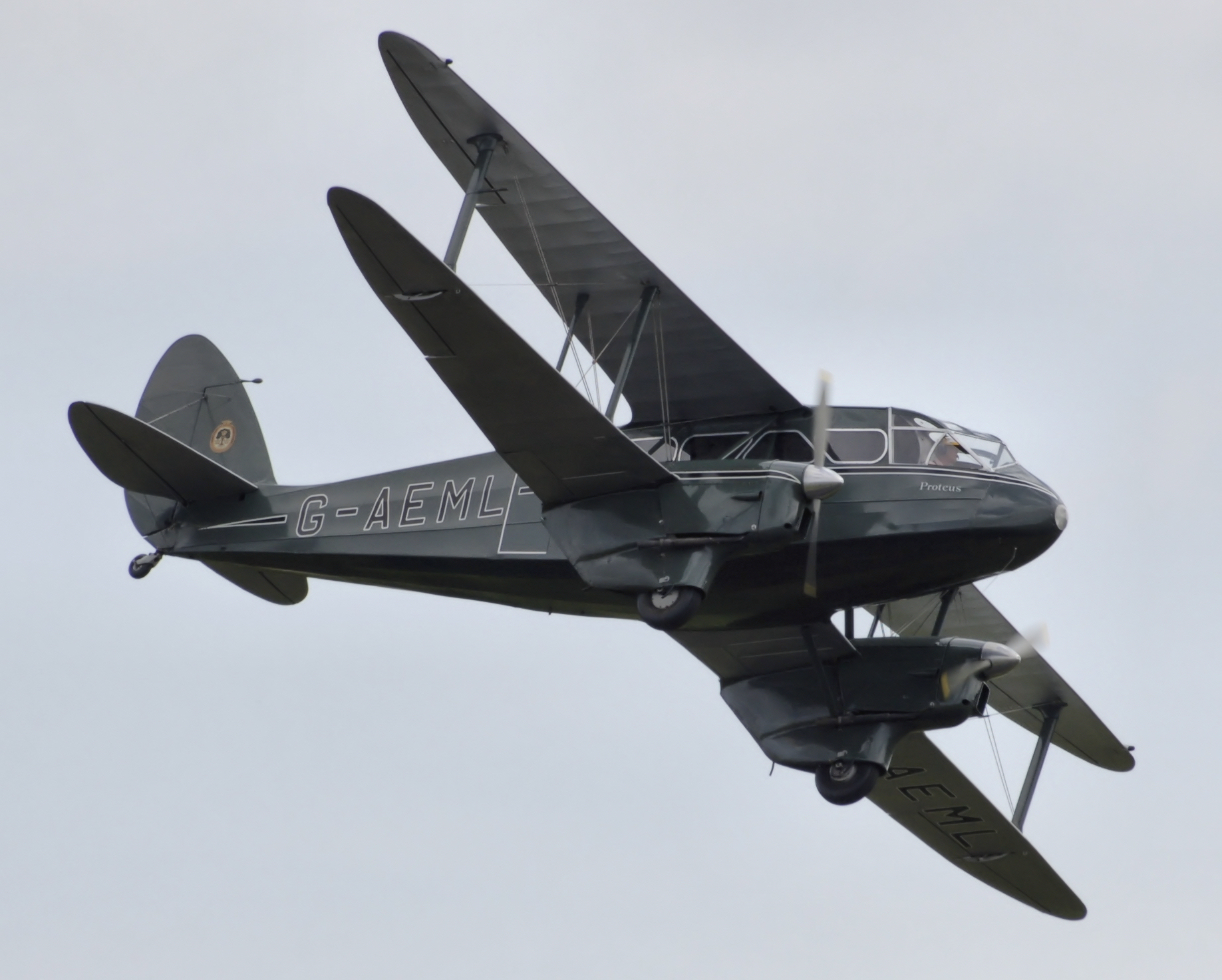
De Havilland DH.89 Dragon Rapide

De De Havilland DH.89, ook wel aangeduid als De Havilland Dragon Rapide, is een Engelse tweemotorige dubbeldekker die werd geproduceerd door vliegtuigbouwer De Havilland. Het verkeersvliegtuig kon 6-8 passagiers vervoeren. De geheel van hout geconstrueerde Dragon Rapide bewees zich in de praktijk als een degelijk en economisch vliegtuig. De eerste vlucht was op 17 april 1934.
De tweemotorige DH.89 Dragon Rapide  was de kleinere opvolger van de viermotorige DH.86 Express. Beide vliegtuigen hadden taps toelopende vleugels en gestroomlijnde motorkappen om de Gipsy zescilinder motoren. Direct na de introductie in de zomer van 1934 werd de DH.89 een populair vliegtuig bij luchtvaartmaatschappijen in Engeland en daarbuiten.
Tijdens de Tweede Wereldoorlog werd de DH.89 door de Royal Air Force (RAF) ingezet voor personenvervoer, navigatietraining, radiotraining en verbindings missies. De DH.89 is tot 1963 in het Britse leger in dienst gebleven. Nog steeds vliegen er een aantal Dragon Rapides rond als museumvliegtuigen.
De KLM heeft vanaf september 1945 een aantal DH.89 toestellen gebruikt om haar vliegroutes direct na de Tweede Wereldoorlog weer op te starten. Tot 1962 is er een Dragon Rapide voor luchtfotografie in dienst geweest bij KLM Aerocarto.
De Dragon Rapide heeft wereldwijd, van Canada tot Australië, dienstgedaan bij luchtvaartmaatschappijen en legers in meer dan dertig landen.

## Varianten

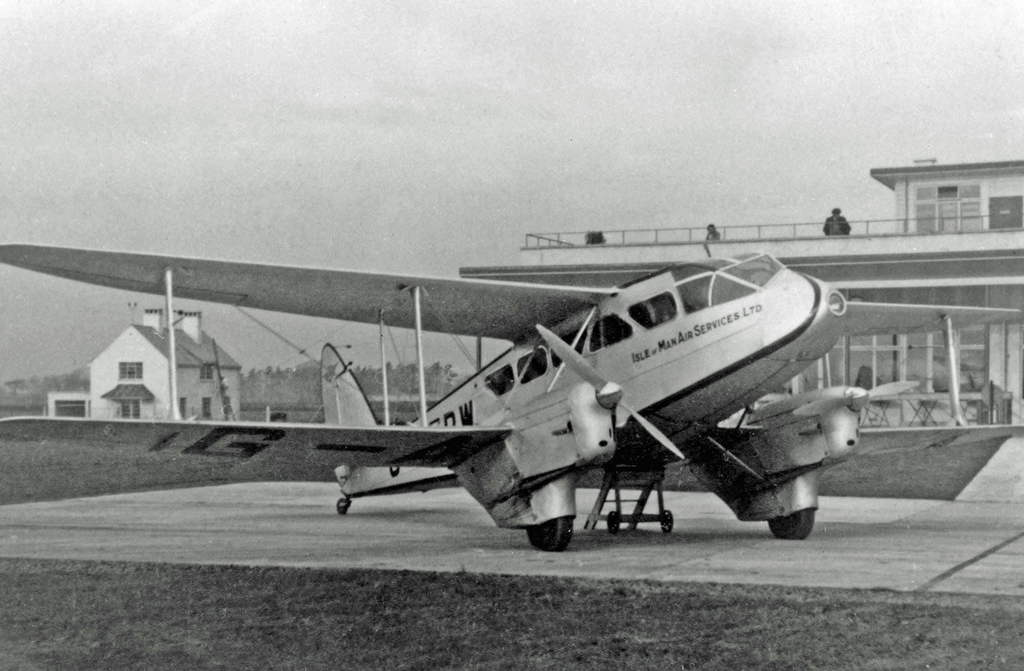
DH.89 Dragon Rapide G-AEBW

D.H.89Eerste productieversie.
D.H.89AVerbeterde versie met landingslichten, aangepaste vleugeltippen en cabineverwarming.
D.H.89A Serie 4D.H.89A Uitgerust met De Havilland Gipsy Queen 2-motoren met constant speed propellers.
D.H.89A Mk 5Toestel met De Havilland Gipsy Queen 3-motoren met variabele spoed propellers.
D.H.89A Mk 6Versie uitgerust met Fairey X5 vaste spoed propellers
D.H.89MMilitaire transportversie. Geleverd aan Litouwen en Spanje.
D.H.89B Dominie Mk IMilitaire versie voor radio- en navigatietraining.
D.H.89B Dominie Mk IIMilitaire transport- en verbindingsversie.

## Specificaties
- Type: De Havilland DH.89
- Bemanning: 1
- Passagiers: 6-8
- Lengte: 10,52 m
- Spanwijdte: 14,63 m
- Vleugeloppervlak: 31,2 m²

De Havilland 89

- Vleugelprofiel: RAF 34 (aangepast)
- Leeggewicht: 1465 kg
- Maximum gewicht: 2495 kg
- Brandstof: 346 liter (plus 16 liter olie)
- Motor: 2× De Havilland Gipsy Six luchtgekoelde zescilinder omgekeerde lijnmotor, 200 pk (150 kW) elk
- Propeller: Tweeblads met vaste spoed
- Eerste vlucht: 17 april 1934
- Aantal gebouwd: 727

Prestaties
- Maximumsnelheid: 249 km/u
- Kruissnelheid: 212 km/u
- Plafond: 5100 m
- Klimsnelheid: 4,4 m/s
- Vliegbereik: 895 km